# Martin Duppel
Martin Duppel (9 de Fevereiro de 1920 - ) foi um comandante de U-Boot que serviu na Kriegsmarine durante a Segunda Guerra Mundial.